# Syndesmogenus laticollis
Syndesmogenus laticollis är en mångfotingart som först beskrevs av Carl 1909.  Syndesmogenus laticollis ingår i släktet Syndesmogenus och familjen Odontopygidae. Inga underarter finns listade i Catalogue of Life.